# هربرت جان
هربرت جان (بالألمانية: Herbert A. Cahn)‏ هو عالم آثار ألماني وسويسري، ولد في 28 يناير 1915 في فرانكفورت في ألمانيا، وتوفي في 5 أبريل 2002 في بازل في سويسرا.